# Бозджаада
Запрос «Тенедос» перенаправляется сюда; см. также Тенедос (фрегат)
Бозджаада́ (тур. Bozcaada), также Тенедо́с (греч. Τένεδος) — небольшой остров в северной части Эгейского моря, при выходе из пролива Дарданеллы; принадлежит Турции. В административном отношении образует район Бозджаада, входящий в состав ила Чанаккале.

## Название
Современное турецкое название острова Бозджаада означает в переводе «сероватый остров» (тур. bozca — сероватый, землистого цвета, ada — остров).
По преданию остров первоначально назывался Левкофрия (Левкофрис, др.-греч. Λευκόφρυς «белобровый»). Древнее название связано либо с его белыми скалами, либо с пенистыми волнами, которые разбиваются о скалы. Назван Тенедосом от имени Тенеса. По навету мачехи Филономы Тенес вместе с сестрой Гемифеей был брошен отцом своим Кикном в море в ящике и был занесён на остров Левкофрия, которым управлял как царь. Другие названия его в античной географии были Калидна (Κάλυνδα), Тенн (Τέννης), Фойника (Φοινίκη), Лирнесс (Λυρνησσός).

## География

Остров Бозджаада

Площадь острова — 37,6 км², это третий по площади остров Турецкой республики (после Гёкчеада и Мармара).

## История
Остров расположен в 5 км к западу от побережья Малой Азии. Во времена ранней античности был освоен и колонизован древними греками. Из-за своей стратегической важности он со времен античности имел очень бурную историю. В 86 г. до н. э. у острова состоялось морское сражение, между флотами Рима и боспорского царства Митридата Евпатора. Греческое население так или иначе контролировало жизнь острова до 1204 года, когда им овладела Венецианская республика, которая возвела здесь крепость для контроля над черноморскими проливами.
В 10 км к северу от Бозджаады располагаются также стратегически важные острова Караер у самого входа в Дарданеллы. За контроль над островами в XIII—XV веках боролись Венеция и Генуя (война Кьоджи), а также Византия, поскольку греческое население острова сохраняло верность православным традициям.
Будучи не в состоянии разрешить споры за остров силой, противники обратились к римскому папе. Урбан VI постановил полностью нейтрализовать остров, приказав также выселить его 4 тыс. греческих жителей на Крит и Эвбею. Затем Османская империя подчинила остров в 1470 г., вновь заселив его группами греческого и турецкого населения.
Ослабление Османской империи вновь привело к острой борьбе за остров. 10 марта 1807 произошёл захват острова Тенедос десантом с русской эскадры. Остров служил базой русского флота во время блокады Дарданелл.
В октябре 1822 г., во время Освободительной войны Греции 1821—1829 гг., греческие брандеры атаковали османский флот на рейде Тенедоса, потопив корабль турецкого вице-адмирала.
Во время Первой Балканской войны 1912—1913 гг. и после побед греческого флота у проливов (см. Сражение у Элли и сражение при о. Лемнос), Тенедос был освобождён десантом греческого флота.
По Лозаннскому мирному договору в силу близости к проливам Тенедос остался в пределах Турции, но греческому населению было обещано местное самоуправление. Фактически республиканская Турция права местного населения игнорировала. Практически все христиане были вынуждены покинуть остров к началу 70-х, эмигрировав в Грецию, Германию, США, Канаду и другие страны.

## Население
Население составляет 2354 человек (2010), из которых около 30 человек — греки, остальные — турки.

## Экономика
Остров издавна был известен своим виноделием. В 2000 г. на острове начала функционировать ветряная электростанция.
В настоящее время основные отрасли экономики — туризм, дайвинг.